# أليسون غالواي
أليسون غالواي (بالإنجليزية: Alison Galloway)‏ هي عالمة الإنسان أمريكية، ولدت في 23 أكتوبر 1953.